# 臥底 (電影)
《臥底》（英語：Inside Man）是一部於2006年上映的美國懸疑犯罪電影，由環球影業發行，史派克·李執導，羅素·葛維茲編劇，丹佐·華盛頓、克萊夫·歐文、茱蒂·福斯特、克里斯多夫·柏麥及奇維托·艾吉佛等人主演。電影于2006年3月24日在美國、台灣同步上映。劇情講述四名搶匪打扮成油漆工進入銀行行搶、挾持人質，進而與警方對峙的曲折經過。
史派克·李表示本片是对由薛尼·盧梅執導的经典犯罪片《热天午后》（1975年）的致敬之作。

## 劇情
以道頓·羅素（克萊夫·歐文飾）為首的四名搶匪，打扮成油漆工進入一家位於華爾街的曼哈頓信託銀行行搶，在一分鐘內就挾持五十名包括銀行客戶和職員在內的人質作爲籌碼，與警方展開周旋。紐約市警察局是由談判專家基斯·費雪警探（丹佐·華盛頓飾）和比爾·米契（奇維托·艾吉佛飾）出面和羅素溝通，另一方面則由霹靂小組隊長約翰·戴芮斯（威廉·達佛飾）率領隊員在現場待命準備攻堅行動。但是，冷靜聰明的羅素利用人質以及佔領銀行的優勢掌控大局，把警方耍得團團轉，使得費雪和搶匪的談判毫無進展。而且，搶匪似乎都早一步預料到警方的每一個行動，因此費雪開始懷疑這起搶案似乎另有蹊蹺。同時，一名神秘政商界掮客麥德琳·魏特（茱蒂·福斯特飾）又在紐約市長的協助之下硬要介入此案，而遭到搶劫的曼哈頓信託銀行董事長亞瑟·寇斯也對這起搶案有著不尋常的反應，這讓費雪更覺得這起搶案充滿懸案和疑雲。

## 演員
- 丹佐·華盛頓 飾 基斯·費雪：紐約市警察局談判專家。
- 克萊夫·歐文 飾 道頓·羅素：搶匪首領。
- 茱蒂·福斯特 飾 麥德琳·魏特：政商界掮客。
- 克里斯多夫·柏麥 飾 亞瑟·寇斯：曼哈頓信託銀行創辦人及董事長。
- 奇維托·艾吉佛 飾 比爾·米契：紐約市警察局談判專家。
- 威廉·達佛 飾 約翰·戴芮斯：紐約市警察局霹靂小組隊長。

## 發行
《臥底》於2006年3月20日在紐約的齊格菲爾德劇院舉行首映，當天正好是導演史派克·李的49歲生日。2006年3月24日，環球影業在北美的2,818家戲院同步上映這部電影，超越了1999年的《酷暑殺手S.O.S》，成爲史派克·李所執導的作品中，最多同步上映戲院數的影片。
電影另外還在62個國家及地區上發行。《臥底》的DVD於2006年8月8日發行，而HD DVD和藍光光碟的版本則分別在2007年10月23日及2009年5月26日發行。

### 評價
《臥底》收穫了多數影評人的好評。根據爛蕃茄上的200篇專業影評文章，其中173篇給出了「新鮮」的正面評價，「新鮮度」為87%，平均得分7.3分（滿分10分）。另一影評網站Metacritic上的39篇評論文章，其中37篇予以好評，0篇差評，2篇褒貶不一，平均分為76（滿分100）。據CinemaScore顯示，觀眾的平均評價於A+至F間落於「B+」。根據調查，54%的觀眾是男性，而68%是超過30歲的中年人。美國電影學會將《臥底》列於2006年十大佳片之一。

### 票房
北美首映當天，《臥底》的總收益為9,440,295美元，平均每家戲院收穫3,350美元。當週票房收入28,954,945美元，位居國內票房冠軍。該部電影成為丹佐·華盛頓生涯首週票房最高的紀錄，超越了《火線救援》（首週末收穫2,270萬美元）
票房在第二個週末下跌了46.7%，收入15,437,760美元，僅次於《冰原歷險記2》位居亞軍。第三週又下跌了40.9%，收益9,131,410美元，位居第四。接着到第四個週末仍位居前十名，票房約為6,427,815美元，該週排名第六。在第五個週末，《臥底》的該週票房仍有3,748,955美元，降至第八位。電影在北美地區的總票房為88,513,495美元，創下史派克·李執導電影的新高，前紀錄保持者是1992年上映的《黑潮麥爾坎》（北美票房總計4,800萬美元）。
《臥底》於2006年3月23日開始在北美之外地區上映。首映的週末，在10個地區收入了約960萬美元的票房。自上映以來，該片已在其他地區收入95,862,759美元，全球總收益為184,376,254美元。在北美，《臥底》是2006年電影票房第22名，而在全球票房則排名第21位。

## 續集
2006年11月，有媒體報導《臥底》的續集正在籌備中，羅素·葛維茲負責撰寫劇本。電影片名決定為《臥底2》，布萊恩·葛瑟再度出任製片人，而史派克·李是否繼續擔任導演則尚待討論。丹尼爾·M·羅森伯格將再次擔任執行製片人。特里·喬治正爭取編寫續集劇本的機會，而後，他接替了羅素·葛維茲的工作，由於葛維茲的劇本被退回了。續集的劇情延續本片，由道頓·羅素策畫另一場搶劫，並再次與紐約市警察局談判代表基斯·費雪對抗。史派克·李證實，華盛頓、歐文、茱蒂·福斯特及奇維托·艾吉佛皆會回歸續集，他還表示有可能於秋季開始拍攝續集。
然而，《臥底2》的計畫於2011年宣佈取消，導演史派克·李證實了這一點。但環球仍於2019年9月推出了續集《臥底：頭號通緝》，以DVD首映的方式發行，艾繆·艾敏擔任主演。

## 外部連結
- 官方网站
- 互联网电影数据库（IMDb）上《Inside Man》的资料（英文）
- AllMovie上《Inside Man》的资料（英文）
- TCM电影资料库上《Inside Man》的资料（英文）
- Box Office Mojo上《Inside Man》的資料（英文）
- 爛番茄上《Inside Man》的資料（英文）
- Metacritic上《Inside Man》的資料（英文）